# 片丘村
片丘村（かたおかむら）は長野県東筑摩郡にあった村。現在の塩尻市大字片丘、松本市大字内田にあたる。

## 地理
- 山：高ボッチ山、横峰
- 河川：田川

## 歴史
- 1874年（明治8年）1月23日 - 筑摩県筑摩郡中挟村・南熊井村・北熊井村・南内田村・北内田村が合併して片丘村となる。
- 1876年（明治9年）8月21日 - 長野県の所属となる。
- 1878年（明治11年）1月4日 - 郡区町村編制法の施行により、東筑摩郡の所属となる。
- 1889年（明治22年）4月1日 - 町村制の施行により、片丘村が単独で自治体を形成。
- 1959年（昭和34年）4月1日 - 塩尻町・広丘村・宗賀村・筑摩地村と合併して塩尻市が発足。同日片丘村廃止。
- 1960年（昭和35年）4月1日 - 旧村域の一部（北内田）が松本市に編入。
- 1961年（昭和36年）4月1日 - 旧村域の一部（南内田のうち崖の湯）が松本市に編入。

## 交通

### 道路
現在は旧村域に長野自動車道の塩尻インターチェンジが所在するが、当時は未開通。